# Carol Narizinho
Carolina Almeida Sertório Gonçalves, mais conhecida pelo nome artístico Carol Narizinho (Porto Alegre, 20 de março de 1990), é uma modelo, assistente de palco, atriz e influenciadora digital brasileira. Ela ganhou fama nacional em 2012 por atuar como panicat e, também em 2020 após participar de A Fazenda 12.

## Carreira
Carol começou a trabalhar como modelo profissional aos 18 anos em feiras e eventos. Seu primeiro ensaio fotográfico foi na agência de modelos Garota do Site, posando sensual. Depois, posou seminua em um ensaio na revista eletrônica masculina Bella da Semana.
Participou de vários concursos de beleza. Em 2011, ganhou a faixa estadual de Garota Grenal e foi a coelhinha do mês de julho na Playboy Brasil, sendo eleita mais tarde a Coelhinha 2011. Além disso, foi candidata a Musa do Brasileirão pelo Grêmio, mas não foi selecionada como a representante do clube.
Ainda em 2011, fez sua estreia televisiva como assistente de palco do programa Studio Pampa e como repórter do programa sobre artes marciais Striker.
Em março de 2012, foi finalista do concurso nacional Bela da Praia, em Balneário Camboriú, em Santa Catarina. Com a visibilidade, recebeu um convite para tentar um cargo de assistente de palco do Pânico na Band. Carol estreou como panicat em 8 abril de 2012, ela foi uma das escolhidas entre 403 inscritas de todo o país e fez parte da primeira formação da Band junto com Babi Rossi, Thaís Bianca, Renata Molinaro e Carol Belli. Foi nessa estreia que o elenco do programa lhe deu o apelido que tornou-se seu nome artístico, por causa de uma recente rinoplastia que fez. Além de participar no palco ao vivo, também participou de várias matérias externas onde teve que provar sua coragem em provas arriscadas.
Em maio de 2012, Carol participou da quarta temporada do reality show Casa Bonita, então exibido pelo Multishow. Ela acabou sendo uma das finalistas do reality show, na qual conquistou através da votação do público, o título de "Mulher dos Sonhos" e o prêmio de uma viagem para Roma, na Itália. Com o sucesso na TV, começou a ser contratada como garota-propaganda de campanhas para várias marcas, trabalhando principalmente para as grifes Três Marias (biquínis), Santa Pimenta (jeans) e Limone Modas (atacado de roupas). Ainda em 2012, estrelou o tradicional Paparazzo, do Globo.com.
Em março de 2013, foi a mulher da capa da Playboy Brasil, vendendo 132 mil exemplares e sendo a segunda edição mais vendida daquele ano em diante, apenas atrás da atriz Nanda Costa. Anteriormente, tinha sido divulgado na imprensa que ela dividiria uma edição com Thaís Bianca no final de 2012, mas ambas acabaram tendo edições individuais.
Em 4 de abril de 2013, foi oficialmente demitida do Pânico na Band sem ter aparecido em nenhum episódio da segunda temporada e após meses de rumores sobre ela e outras colegas serem cortadas da atração. A partir disso, começou a fazer várias participações em outros programas de televisão como convidada e repórter, principalmente em Superpop, O Melhor do Brasil e Domingo Legal.
Entre o final de 2013 e começo de 2014, foi assistente de palco do Domingo da Gente, na RecordTV. Em setembro de 2014, apresentou o Desafio das Beldades, no SBT, que foi ao ar em intervalos do Okay Pessoal!!!.
Em outubro de 2015, fez um ensaio para promover a campanha de conscientização Outubro Rosa. Em 30 de abril de 2016, estreou como atriz na peça de teatro Meu Sogro é Pior Que Sogra por um curto período, no palco do Teatro Ruth Escobar, retornando depois para mais um período de apresentações entre julho e agosto. Ela começou a estudar teatro em 2013 na Escola de Atores Wolf Maya.
Em 2017, participou da segunda temporada do reality show Power Couple Brasil com seu então companheiro Mateus Boeira, porém eles foram os primeiros eliminados em uma D.R. contra Marcelly & Frank. Após uma repescagem, não retornaram à competição.
Em dezembro de 2018, lançou uma dupla sertaneja com o cantor Vinícius Andrade, sendo a segunda voz da dupla Carol & Vinícius.
Em setembro de 2020, foi confirmada como uma das vinte participantes da décima segunda temporada do reality show A Fazenda, sendo a quinta eliminada do reality em uma roça contra Biel e Tays Reis com 29,51% dos votos, ficando em 16.° lugar na competição.

### Web
Com o destaque na mídia, conquistou milhões de seguidores em suas páginas de redes sociais, onde atua como influenciadora digital.
Tem um canal no YouTube chamado Canal da Narizinho, com postagens sobre moda, viagens e afins. Ela gosta de acompanhar as tendências da moda e em 2016 criou um blog para curiosidades e dicas.

## Vida pessoal
Carol foi noiva do empresário Mateus Boeira, de quem se separou em outubro de 2017 após sete anos de relacionamento. Além de Boeira, Carol já se envolveu com o modelo Lucas Viana, vencedor de A Fazenda 11, e com o surfista Gabriel Medina. Desde março de 2020 namora o empresário e agente esportivo Gustavo Fischer.
Ela é apaixonada por cachorros e em dezembro de 2016 mostrou no site Ego que tinha 7, sendo um deles uma cadela idosa de 17 anos, "Trazem uma alegria para a casa, nem me lembro como era minha vida antes deles", contou.

## Filmografia

### Televisão
| Ano     | Título               | Papel                          | Nota         |
| ------- | -------------------- | ------------------------------ | ------------ |
| 2011    | Studio Pampa         | Assistente de palco (Pampacat) |              |
| 2011    | Striker              | Repórter                       |              |
| 2012    | Pânico na Band       | Assistente de palco (Panicat)  | Temporada 1  |
| 2012    | Casa Bonita          | Participante                   | Temporada 4  |
| 2013-14 | Domingo da Gente     | Assistente de palco            |              |
| 2014    | Desafio das Beldades | Apresentadora                  |              |
| 2017    | Power Couple Brasil  | Participante (11º lugar)       | Temporada 2  |
| 2020    | A Fazenda            | Participante (16º lugar)       | Temporada 12 |

### Videoclipes
| Ano  | Título                   | Artista                    |
| ---- | ------------------------ | -------------------------- |
| 2013 | "Ela Gamou"              | MC Marquinho Ruas          |
| 2013 | "Liga Pro Socorro"       | Banda Balada Boa           |
| 2013 | "Sou Feio, Mas Sou Rico" | Willian Cezar & Christiano |
| 2014 | "O Dia Clareou"          | MC North                   |
| 2014 | "Gelo na Balada"         | Cavaleiros do Forró        |

### Teatro
| Ano  | Título                     | Papel      |
| ---- | -------------------------- | ---------- |
| 2016 | Meu Sogro é Pior Que Sogra | Maria José |